# 上池台
上池台（日语：／ Kami-ikedai */?）是東京都大田區的地名。已實施住居表示。現行行政地名為一丁目至五丁目。2013年8月1日為止的人口有22,427人。郵遞區號為145-0064。

## 地理
位於東京都大田區西北部，屬大森地域。南北較長，最北部為一丁目，最南部為五丁目。北鄰南千束、品川區旗之台，東接北馬込、中馬込、西馬込，南至東海道新幹線、橫須賀線，接仲池上，西鄰東雪谷。南部地區也被稱為上池上。
一丁目的環七通（東京都道318號環狀七號線）和中原街道交差點，與東急池上線長原站周邊為商店聚集區。二丁目在洗足池站東側。三、四、五丁目中央有上池上通（上池上商店街）通過。

## 歷史
1889年（明治22年），實施「市制町村制」，池上村、下池上村等十村合併為新的池上村。1932年（昭和7年）大森區成立，為上池上町、池上洗足町。1968年（昭和43年）池上洗足町大部分與南千束町、上池上町、馬込西四丁目各一部分合併為現行的上池台。

### 地名由來
意為「上池上」的高台。

## 交通

### 鐵路
一、四丁目可利用東急池上線長原站，二、三丁目可利用東雪谷的洗足池站。五丁目離鐵路車站稍遠。

### 巴士
- 東急巴士
  - 森91系統 大森站（大森操車所） - 新代田站前，可利用環七通的「長原」巴士站、「夫婦坂」（めおとざか）巴士站。
  - 森06系統 上池上循環（外回）夫婦坂、馬込站前、大森站方向
  - 森07系統 上池上循環（内回）上池上、池上站前方向

上池上循環在上池台內的巴士站有：
- 「上池上」、「上池上商店街」、「大東園前」、「稻荷坂」、「貝塚坂」、「夫婦坂」

### 道路
- 東京都道318號環狀七號線（環七通）
- 東京都道2號東京丸子橫濱線（中原街道）
- 上池上通

## 設施
- 學習研究社舊本社
  - 2008年8月移往品川區西五反田。
- PASTEL（ぱすてる）長原（商店街）
- 株式會社BREMBO JAPAN（ブレンボ・ジャパン）
- 上池上商店街
- 池上綠幼稚園
- 上池台高齡者在宅服務中心
- 清爽支援（さわやかサポート）上池台
- 特別養護老人之家好日苑
- 上池台障害者福祉會館
- 白百合幼稚園
- 小池保育園
- 天主教洗足教會
- 東京昭和幼稚園
- 大田區立小池小學校
- 駒鳥藝術學園
- 上池台小池公園（洗足小池）
- 上池台射水坂公園
- 上池台四丁目公園
- 上池台三丁目公園
- 猿坂

## 備註
1. ↑  .   [2013-08-18]. （原始内容存档于2014-02-18）.

## 外部連結
- 大田區役所 （页面存档备份，存于）